# Бехранги, Самед

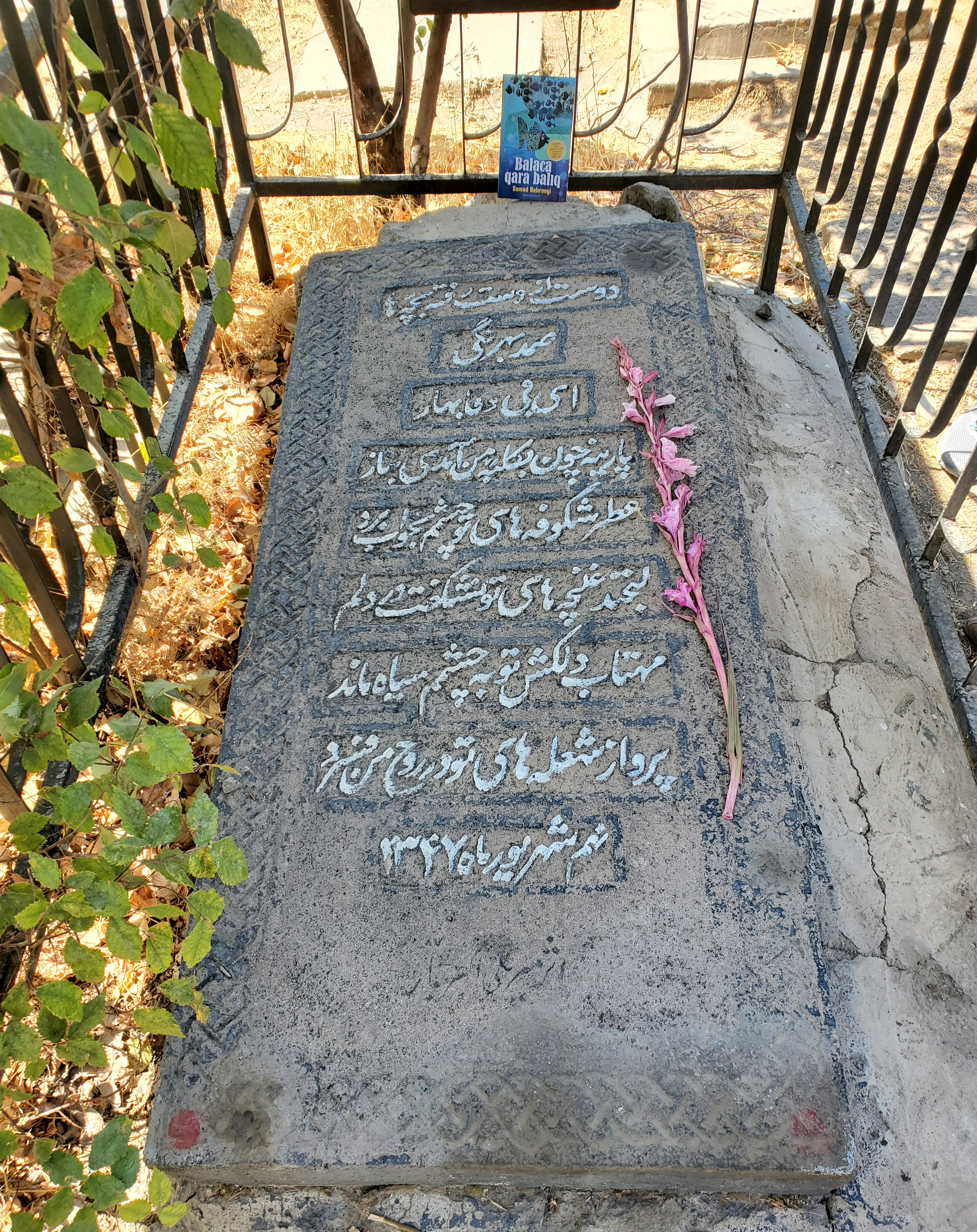
Могила Самеда Бехранги

Самед Бехранги (перс. صمد بهرنگی‎, азерб. Səməd  İzzət oğlu Behrəngi; 24 июня 1939, Тебриз, Южный Азербайджан — 31 августа 1967) — иранский азербайджанский детский писатель, социалист по убеждениям. Получил известность благодаря своей детской книге Маленькая чёрная рыбка (ماهی سیاه کوچولو).
Родился в тюркоязычной семье в Тебризе. Преподавал в сельской школе с 1957 года. Помимо литературных произведений, написал немало педагогических статей и эссе, собирал азербайджанское народное творчество (в изучении фольклора ему помогал его друг Бехруз Дехгани), который после его смерти помог опубликовать ряд его работ. Перевёл на азербайджанский язык поэмы Ахмада Шамлу, Форуг Фаррохзад, Мехди Ахаван Салеса.
Поскольку в своих детских сказках Бехранги затрагивал проблемы бедности и несправедливости с позиций, близких к социалистическим, многие из этих сказок были запрещены к публикации в шахском Иране.
В своих произведениях он часто высмеивал азербайджанцев, пытавшихся ассимилироваться в персидской культуре и отказавшихся от родного языка.
Утонул во время купания в реке Аракс. В его смерти обвиняли шахский режим.

## Избранные произведения
- Маленькая чёрная рыбка (ماهی سیاه کوچولو)
- Олдуз и вороны
- Тальхун
- Один персик и тысяча персиков
- Ульдуз и говорящая кукла. — М.: Детская литература, 1980.
- Исследования проблем образования в Иране (کندوکاو در مسائل تربیتی ایران)
- Короглу и Кечаль (Лысый) Хамза (کوراوغلو و کچل حمزه) — пересказ одноимённой главы (гол) тюрко-азербайджанского дастана «Короглу».

## Цитаты
- «Однажды мы все умрём, и не имеет значения — как; важно — за что»